# Daniel Leo

a Compétitions nationales et continentales officielles uniquement.

b Matchs officiels uniquement.
Dernière mise à jour le 24 août 2018.
Daniel Leo, né le 2 octobre 1982 à Palmerston North (Nouvelle-Zélande), est un joueur de rugby à XV évoluant aux postes de deuxième ligne ou troisième ligne (1,98 m pour 118 kg) pour l'équipe des Samoa.

## Carrière

### En club
- 2005-2010 :  London Wasps
- 2010-2012 :  Union Bordeaux Bègles
- 2012-2014 :  USA Perpignan[2]
- 2014-2015 :  London Irish
- 2015-2016 :  London Welsh

En 2006, il dispute la coupe d'Europe avec les London Wasps.

### En équipe nationale
Il a eu sa première cape internationale le 11 juin 2005, à l’occasion d’un match contre l'équipe d'Australie.

## Palmarès
- 39 sélections avec l'Équipe des Samoa de rugby à XV
  - Sélections par année : 8 en 2005, 3 en 2006, 6 en 2007, 2 en 2008, 3 en 2009, 1 en 2010, 7 en 2011, 1 en 2012, 3 en 2013 et 5 en 2014
- 3 sélections avec l'équipe des Pacific Islanders
  - Sélections par années : 3 en 2006